# Nana Asare
Pour les articles homonymes, voir Asare.
Nana Akwasi Asare est un footballeur ghanéen, né le 11 juillet 1986 à Kumasi au Ghana. Il évolue comme défenseur et comme milieu de terrain. Il possède également la nationalité belge depuis 2017.

## Biographie

### En équipe nationale
Il a participé à la Coupe d'Afrique des nations 2008 avec le Ghana.

## Palmarès
- La Gantoise
  - Championnat de Belgique
    - Vainqueur :  2015

  - Coupe de Belgique
    - Finaliste : 2019

  - Supercoupe de Belgique
    - Vainqueur :  2015